# Manuel Parera i Penella
Manuel Parera i Penella, també conegut com a Parera I, (Barcelona, 7 d'octubre de 1907 - La Pobla de Lillet, 12 d'abril de 1975) fou un futbolista català dels anys 1920 i 1930.

## Trajectòria
Manuel Parera ingressà a l'equip infantil del FC Barcelona l'any 1923. Anà ascendint de categoria fins que la temporada 1926-27 debutà al primer equip en un partit de quarts de final de Copa d'Espanya en substitució del lesionat Vicenç Piera.
Té l'honor de ser el jugador en marcar el primer gol de la història del club a la lliga espanyola. Fou el dimarts 12 de febrer de 1929 a Santander davant el Racing. Jugà 62 partits de lliga en els quals marcà 15 gols. En total jugà 183 partits i marcà 47 gols al club. En el seu palmarès destaquen, a més de la lliga espanyola de l'any 1929, dues copes d'Espanya i sis Campionats de Catalunya.
En acabar l'any 1933, amb només 25 anys, va rebre la baixa del Barça i el gener de 1934 fitxà pel Centre d'Esports Sabadell, club amb el qual arribà a la final de la Copa d'Espanya l'any 1935, final que guanyà el Sevilla FC per 3 a 0. Posteriorment jugà al Girona FC i acabada al Guerra Civil espanyola al CF Badalona.
Jugà diversos cops amb la selecció de Catalunya, entre ells el partit que enfrontà la selecció amb el Bolton Wanderers el 20 de maig de 1929, amb motiu de la inauguració de l'estadi Olímpic de Montjuïc i que guanyà la selecció catalana per 4 a 0. Parera fou l'autor del quart gol.
El seu germà Ramon Parera també jugà al primer equip del FC Barcelona.

## Palmarès
FC Barcelona
- Lliga espanyola: 1928-29
- Copa espanyola: 1926, 1928
- Campionat de Catalunya: 1926, 1927, 1928, 1930, 1931, 1932
- Copa de Campions: 1927-28
- Campionat Aragó-Catalunya-València: 1926
- Campionat Catalunya-Múrcia-València: 1927
- Campionat Aragó-Catalunya-País Basc: 1928